# Ільченко Сергій Олександрович
Сергі́й Олекс́андрович І́льченко  — майор Збройних сил України, учасник російсько-української війни.

## Нагороди
- орден Богдана Хмельницького III ступеня (27.11.2014).